# 한영이
한영이(韓榮伊, 1784년 ~ 1839년 12월 29일)는 조선의 천주교 박해 때에 순교한 한국 천주교의 103위 성인 중에 한 사람이다. 세례명은 막달레나(Magdalena)이다.
그녀는 권진이 아가타의 어머니이다.

## 생애
한영이는 이른 나이에 한 양반 집안의 권 진사라는 남성의 후처로 들어갔다. 권 진사는 중년에 들어 천주교에 입교하였는데, 임종 직전에 비상 세례를 받았고, 부인에게 입교하여 영원히 신자로서 살라는 유언을 남겼다. 한영이는 딸과 함께 입교하였고, 매우 가난했지만, 불평 한 마디 없이 하느님께 감사하며 독실한 삶을 살았다.
한영이의 딸 권진이가 친구 이경이 아가타를 데려와서 함께 살았다. 그 세 명의 여성은 모두 신앙생활과 고행에 열심하며 살았다.
한영이는 한 배교자의 고발로 1839년 7월 17일에 그녀의 딸 권진이와 딸의 친구 이경이와 함께 체포되었다. 그런데, 한영이만 따로 수감 되었고, 딸 권진이를 포함한 세 명의 여성은 포졸들의 감시 하에 이웃 집에 수감되었다. 배신자 김여상이 권진이를 첩으로 들이려 유혹했지만, 그녀는 아랑곳하지 않았다. 그녀는 그녀의 젊음과 미모를 동정한 포졸들에 의해서 풀려났다. 조정에서 그 사건을 알고 김여상에게 협조한 관리 및 포졸들을 처벌했다. 권진이를 포함한 그 세 명의 여성은 나중에 다시 체포되었다.
한편, 한영이는 극심한 고문을 받았다. 그녀는 주리형과 장형을 받았지만, 그녀의 신앙과 용기는 꺾일 줄 몰랐다. 그녀는 침착하고 평온하게 순교의 영관을 쓸 때만을 기다렸고, [1839년]] 12월 29일에 서소문 바깥에서 여섯 명의 교우와 함께 참수되었다. 그때 그녀의 나이 56세였다.

## 시복 · 시성
한영이 막달레나는 1925년 7월 5일에 로마 성 베드로 광장에서 교황 비오 11세가 집전한 79위 시복식을 통해 복자 품에 올랐고, 1984년 5월 6일에 서울특별시 여의도에서 한국 천주교 창립 200주년을 기념하여 방한한 교황 요한 바오로 2세가 집전한 미사 중에 이뤄진 103위 시성식을 통해 성인 품에 올랐다.

## 참고 문헌
- 가톨릭 사전: 한영이
- (영어) Catholic Bishop's Conference Of Korea. 103 Martryr Saints: 한영이 막달레나 Magdalena Han Yong-i 보관됨 2019-11-15 - 웨이백 머신

1. ↑  http://newsaints.faithweb.com/martyrs/Korea1.htm
2. ↑  〈103위 성인 (百三位聖人)〉. 《한국 브리태니커 온라인》. 2014년 10월 19일에 원본 문서에서 보존된 문서. 2014년 11월 30일에 확인함.
3. ↑  이상도 (2014년 7월 24일). “교황, 화해와 평화..8월의 크리스마스되길”. 평화방송. 2014년 10월 17일에 원본 문서에서 보존된 문서. 2014년 11월 30일에 확인함.